# 1675
Cette page concerne l'année 1675  du calendrier grégorien. Pour l'année 1675 av. J.-C., voir 1675 av. J.-C.
L'année 1675 est une année commune qui commence un mardi.

## Événements
- 5 juin : Jacques Duchesneau de la Doussinière et d'Ambault devient intendant de Nouvelle-France[1].
- 5 juin : première frappe de monnaie en or à Mexico[2].
- 20 juin : début de la « Guerre du roi Philippe » contre les Indiens, au Massachusetts (fin en octobre 1676)[3].
- 2 août : attaque de Brookfield (Connecticut) par les Indiens[4].
- 17 août : mort de Mourad II Bey. Début d’une guerre civile à Tunis qui entraîne l’intervention des Turcs d’Alger (1686)[5].
- 26 août : arrivée  à Surate de François Baron, directeur de la Compagnie française des Indes orientales. Il s’efforce d'organiser le commerce français avec les Indes (1675-1681)[6].

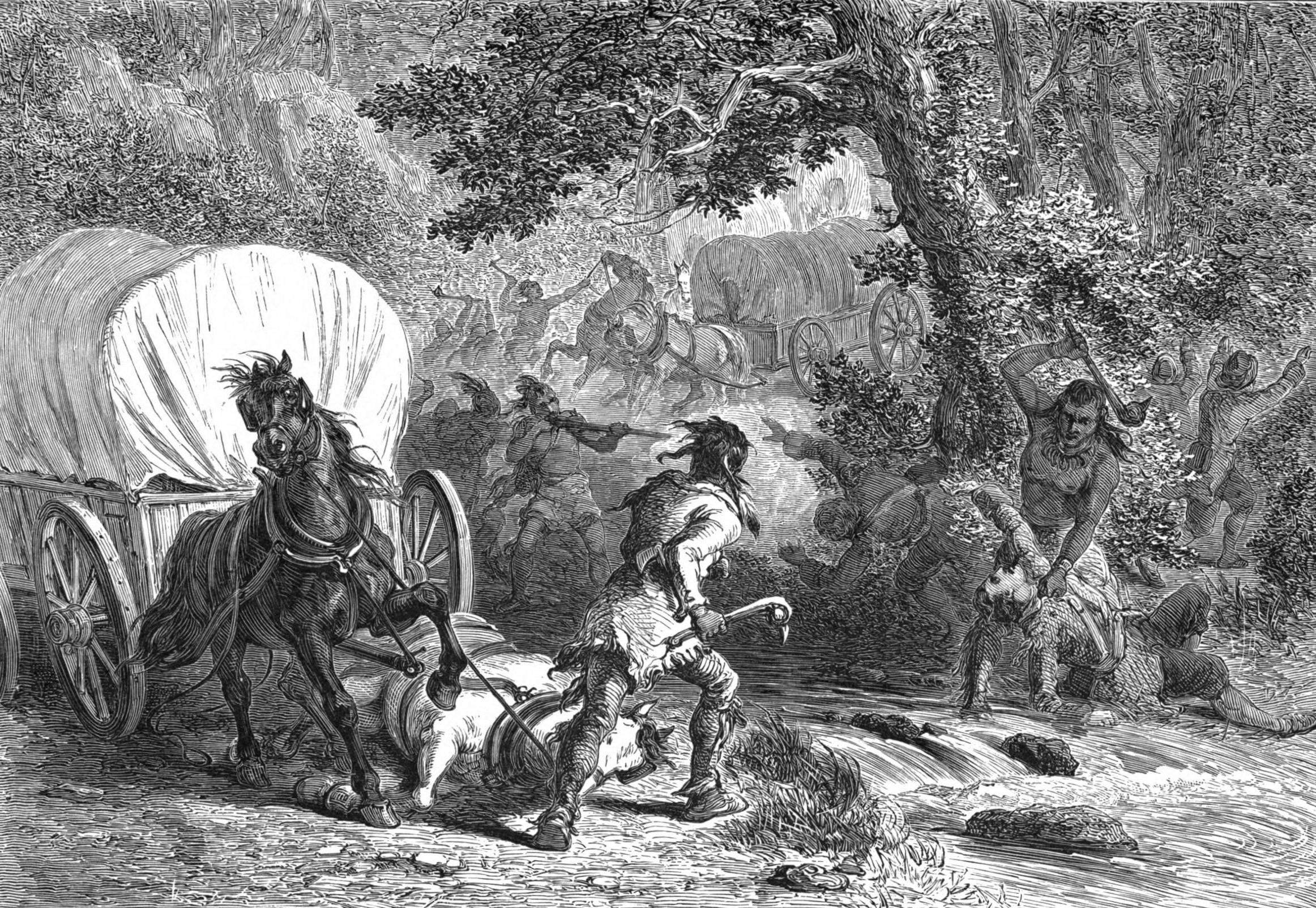
18 septembre : bataille de Bloody Brook

- 11 novembre : le neuvième gurû sikh Teg Bahadur est assassiné par l'empereur Aurangzeb. Gurû Gobind Singh devient le dixième et dernier gurûs du sikhisme[8]. En 1699 il fonde une fraternité armée et égalitaire, la Khālsā. La résistance Sikh contre les Moghols s'intensifie en Inde.
- 16 décembre : bataille de Great Swamp. Massacre de 350 Narragansett près de South Kingstown (Rhode Island)[7].

- Début du règne de Andriamasinavalona, roi de l’Imerina, à Madagascar (fin en 1710)[9].

- Début du règne de Chey Chettha IV, roi du Cambodge[10]. Les Annamites profitent de la guerre civile pour s'emparer des forts de Saïgon, de Gobieh et de Nam-Vang (Phnom Penh)[11].

- Apparition au Québec de l’expression « coureur des bois » (ceux qui parcourent les forêts pour négocier directement avec les Amérindiens les peaux de bêtes)[12].

### Europe

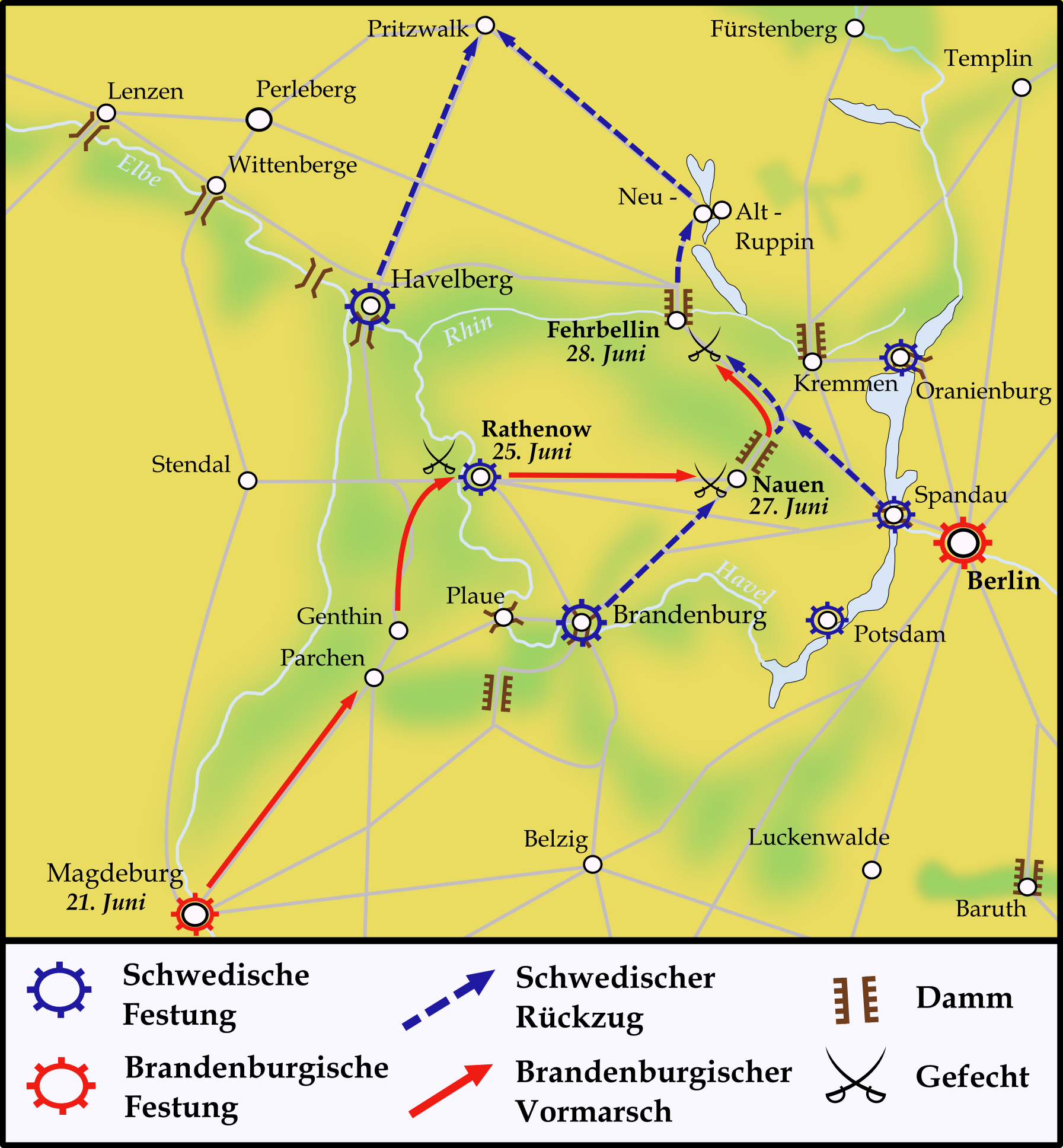
Guerre de Scanie : les opérations en Allemagne du nord en 1675

- 5 janvier : bataille de Turckheim, gagnée par le maréchal de Turenne contre les Impériaux ; elle permet à la France d'annexer de nouveaux territoires en Alsace[13].
- 11 février : bataille navale de Stromboli. Vivonne et Duquesne lèvent le siège de Messine bloquée par la flotte espagnole[14].

- 27 mars : prise de la citadelle de Liège par les armées du comte d'Estrades

- Printemps : en Angleterre, des Commissaires au commerce et colonies (Lords of Trade) sont chargés de surveiller l’application des Actes de Navigation[15].

- 18 avril : le bureau des tabacs et du papier timbré est saccagé à Rennes. Début de la révolte des Bonnets rouges en Bretagne, réprimée à partir de septembre[16].
- 28 avril : Louis XIV est proclamé roi de Sicile dans Messine révolté contre l'Espagne. Vivonne, vice-roi[17].

- Mai-juin : succès des troupes françaises aux Pays-Bas[13].
- 19 mai : siège et prise de la ville de Dinant par les troupes françaises du Maréchal François de Créquy. Le château de Dinant est pris le 29 mai[18].

- 1er-7 juin : siège et prise de Huy par les troupes françaises[18].
- 11 juin : traité de Jaworowo (pl) ; alliance secrète de Jean III Sobieski, roi de Pologne, avec Louis XIV contre l’Autriche. Louis XIV s'engage à fournir des subsides au roi de Pologne, qui promet de soutenir les mécontents de Hongrie[19].
- 12 juin : Victor-Amédée II (1666-1732) devient duc de Savoie (fin en 1730). Régence de sa mère Marie-Jeanne-Baptiste de Savoie[20]. Il réforme ses états. Durant son règne s’établit le centralisme bureaucratique, le mercantilisme, le contrôle de clergé (concordat de 1727). Avant 1730, les privilèges fiscaux de la noblesse sont supprimés et les paysans peuvent racheter les droits féodaux.
- 21 juin : capitulation de Limbourg[18].
- 28 juin :
  - Frédéric-Guillaume Ier de Brandebourg, allié au Danemark est victorieux à la bataille de Fehrbellin sur Charles XI de Suède, allié de la France[21]. Il prend la Poméranie suédoise (1675-1679) et est élevé à la dignité de grand Électeur.
  - combat de Reggio[22].

- Été extraordinairement froid et humide (juin). Vendanges tardives en France et catastrophiques dans le vignoble rhénan. Mauvaises récoltes en Scandinavie (1675-1677)[23].

- 27 juillet : Turenne est tué par un boulet à la bataille de Salzbach après avoir franchi le Rhin[13].

- 11 août : le maréchal François de Créquy est vaincu par les Impériaux à la bataille de Consarbrück[13].
- 24 août : victoire polonaise sur les ottomans à la bataille de Lwów (en)[24].
- 27 août : signature de l’accord de Strasbourg entre la France et l’Empire, interdisant l'utilisation de balles empoisonnées[25].

- 6 septembre : la garnison française de Trèves se mutine et livre la ville aux Impériaux. Créqui est prisonnier[26].
- 17 septembre : mort du duc Charles IV de Lorraine au moment d’un retour espéré dans le duché[27]. Elle annonce la débandade de l’armée lorraine.

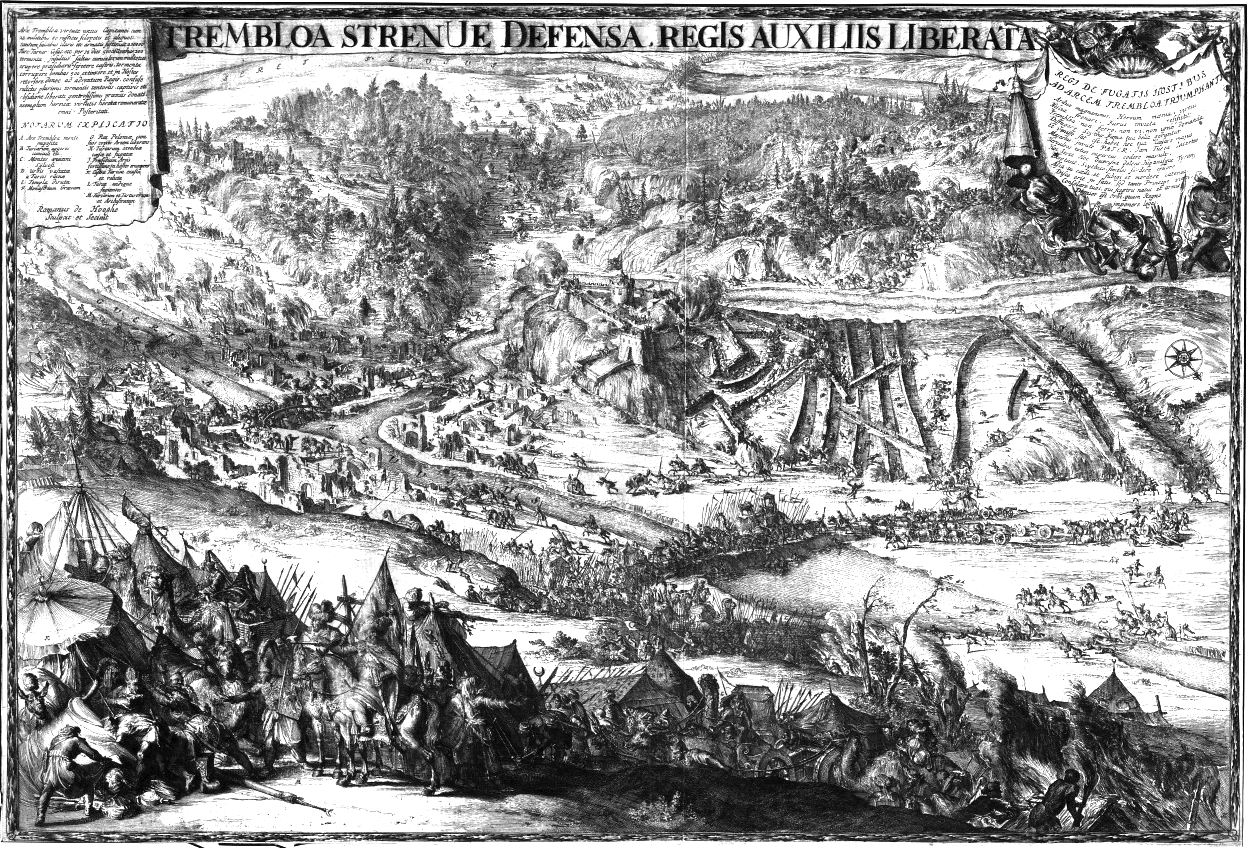
29 septembre-6 octobre : siège de Trembowla.

- 29 septembre-6 octobre : défense héroïque de Trembowla assiégée par les Ottomans, secourue à temps par le roi de Pologne Jean III Sobieski[28].
- 23 décembre : proclamation royale pour la fermeture des cafés en Angleterre en tant que foyers séditieux[29].

- Incursion des rebelles hongrois (« kurutz »), maîtres des campagnes, jusqu'à Cassovie. Ils échouent à prendre Szatmár[30].
- Ericeira devient ministre des Finances (Vedor da Fazenda) au Portugal (fin en 1690)[31]. Il pratique une politique mercantiliste : il restreint les importations de textile et tente de créer des manufactures de draps en Beira Baixa et en Alentejo.
- Rédaction de la Formula Consensus Helvetica, par les théologiens calvinistes suisse François Turretini, Johann Heinrich Heidegger et Peter Werenfels, partisans d’une orthodoxie intransigeante[32].
- Un ancien étudiant en médecine de Madrid, le marrane Abraham Miguel Cardoso (en) se rend à Smyrne où il se proclame Messie dans l’indifférence quasi-générale[33].

## Naissances en 1675
- 16 janvier : Louis de Rouvroy, duc de Saint-Simon, écrivain français, célèbre pour ses Mémoires († 2 mars 1755).
- 29 avril : Giovanni Antonio Pellegrini, peintre rococo italien († 2 novembre 1741).
- 29 mai : Humphry Ditton, mathématicien anglais († 15 octobre 1715).
- 12 juin : Johann Wilhelm Baier, théologien luthérien, physicien et mathématicien allemand († 11 mai 1729).
- 23 juin : Louis de Silvestre, peintre d’histoire et portraitiste français († 12 avril 1760).
- 25 juillet : James Thornhill, peintre et décorateur anglais († 4 mai 1734).
- 7 octobre : Rosalba Carriera, peintre vénitienne († 15 avril 1757).
- 22 décembre : Sebastiano Galeotti, peintre italien († 1741).
- Date précise inconnue : 
  - Antonio Beduzzi, peintre, scénographe et architecte baroque italien († 1735).
  - Béguelin, espion († 1755 ou 1756).

## Décès en 1675
- 9 février : Gérard Dou, peintre néerlandais (° 7 avril 1613).

- 1er avril : Jean-Guillaume Carlier, peintre liégeois (° 3 juin 1638).
- 25 avril : Claude Lefèbvre, peintre français (° 12 septembre 1632).

- 6 mai : Girolamo Fantini, trompettiste et compositeur italien (° 11 février 1600).
- 18 mai : Jacques Marquette, explorateur et missionnaire jésuite français, découvreur du Mississippi avec Louis Jolliet (° 1er juin 1637).
- 27 mai : Gaspard Dughet, peintre français (° 15 juin 1615).
- 30 mai : José Claudio Antolinez, peintre espagnol (° 1635).

- 8 juin : John Jonston, britannique auteur d'une encyclopédie zoologique (° 1603).

- 10 juillet[34] : Bertholet Flémal ou Flémalle, peintre et architecte liégeois (° 1614).
- 14 juillet : Daniel Hallé, peintre français (° 27 septembre 1614).
- 25 juillet : Nicolas Saboly, poète et compositeur provençal, à Avignon (né le 30 janvier 1614 à Monteux (Vaucluse) (° 1614).
- 27 juillet : Turenne, général français (° 11 septembre 1611).

- 1er août : Nicolas Bautru-Nogent, marquis de Vaubrun, lieutenant-général des armées du Roi, au combat d'Altenheim sur le Rhin.
- ? août : Jacob Levecq, peintre néerlandais (° octobre 1634).

- 15 septembre : Carlos Patiño, compositeur polyphoniste, chef d'orchestre et organiste espagnol (° 1600).
- 23 septembre : Valentin Conrart, écrivain français, père de l’Académie française (° 1603).

- 27 octobre : Gilles Personne de Roberval, mathématicien français (° 9 août 1602).
- 28 octobre : Hendrick Cornelisz. van Vliet, peintre néerlandais (° vers 1611).
- Octobre : James Gregory, physicien écossais connu pour l’invention du télescope à réflexion et pour son calcul de la valeur de π (° novembre 1638).

- 8 novembre : Allaert van Everdingen, peintre et graveur néerlandais (° 18 juin 1621).
- 10 novembre : Léopold de Médicis, cardinal italien (° 6 novembre 1617).
- 23 novembre : Reyer van Blommendael, peintre néerlandais (° 27 juin 1628).
- 25 novembre : Giovanni Battista Caccioli,  peintre italien (° 28 novembre 1623).

- 15 décembre : Johannes Vermeer, peintre néerlandais (° 1632).

- Date précise inconnue :
  - Wojciech Bobowski, compositeur et drogman ottoman (° 1610).
  - Francesco Boschi,  peintre baroque italien (° 1619).
  - Filippo Brizzi, peintre baroque italien de l'école de Bologne (° 1603).